# 楊綱凱
楊綱凱（英語：Kenneth Young，1947年—），著名理論物理學者。早年分別在1959年及1964年畢業於香港真光中學（小學部）和聖保羅男女中學（1959年入讀，1964年中五），後來入讀加州理工學院主修物理，先後取得學士和博士學位。1973年起加入香港中文大學，曾任擔任該校物理系主任、理學院院長、研究院院長及副校長，敬文書院创院院長。1999年被選為美國物理學會院士，2004年被選為國際歐亞科學院院士。